# Franz Josef Beck

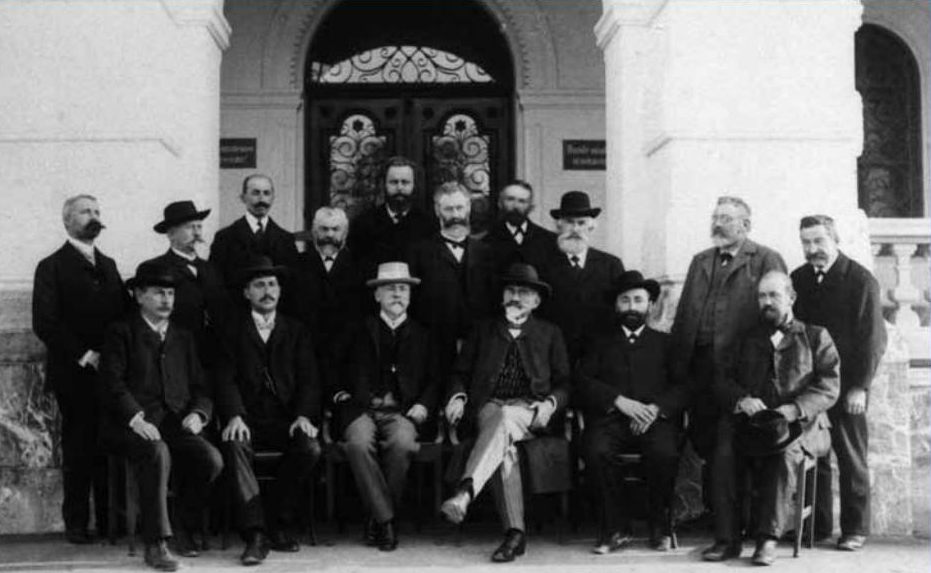
Die Abgeordneten und der Landesverweser (Regierungschef) im Jahr 1908 vor dem Regierungsgebäude. Franz Josef Beck steht in der hinteren Reihe als Zweiter von rechts.

Franz Josef Beck (* 30. Mai 1847 in Triesenberg; † 6. Februar 1927 ebenda) war ein liechtensteinischer Landtagsabgeordneter, Gemeindevorsteher, Bäcker, Gemischtwarenhändler, Landwirt und Gastwirt.

## Leben
Franz Josef Beck war Sohn des Landtagsabgeordneten, Lehrers und Wirtes Johann Baptist Beck.
Beck besuchte die Volksschule in Triesenberg und die Landesschule in Vaduz. Nach seiner Schulzeit erlernte er das Bäckerhandwerk. Beck war als Landwirt und Gastwirt tätig. Diese Tätigkeiten führte er neben seinem Beruf als Bäcker und Gemischtwarenhändler aus, denn Beck führte zudem eine eigene Bäckerei und einen eigene Gemischtwarenhandlung. Von 1882 bis 1885 war Beck Gemeindekassierer von Triesenberg. Von 1885 bis 1912 war er, mit einigen großen Auszeiten, Gemeindevorsteher. In seiner Amtszeit wurde die Alpe Sücka gekauft und die Einführung einer gemeinsamen Alpwirtschaft beschlossen. Die Alpe Sücka ist heute noch eine Genossenschaftsalpe. Zudem wurde in seiner Amtszeit ein neues Schulhaus gebaut sowie die Gemeindesennerei, das Straßennetz wurde verbessert, Frühmesspfründe und die Wasserleitung vom Schönberg nach Sücka wurden errichtet. Bemerkenswert gilt beim Bau der Wasserleitung vom Schönberg nach Sücka, dass Beck es schaffte, dass ein Teil der Kosten vom Landesfürsten übernehmen wurde.
Über 30 Jahre saß Beck im Liechtensteinischen Landtag, zeitweilig war er Mitglied der Finanzkommission.
Beck war zweimal verheiratet. Aus erster Ehe stammen acht Kinder, darunter der spätere Gemeindevorsteher Heinrich Beck. Aus zweiter Ehe stammen drei Kinder.